# Sacro Monte di Brissago

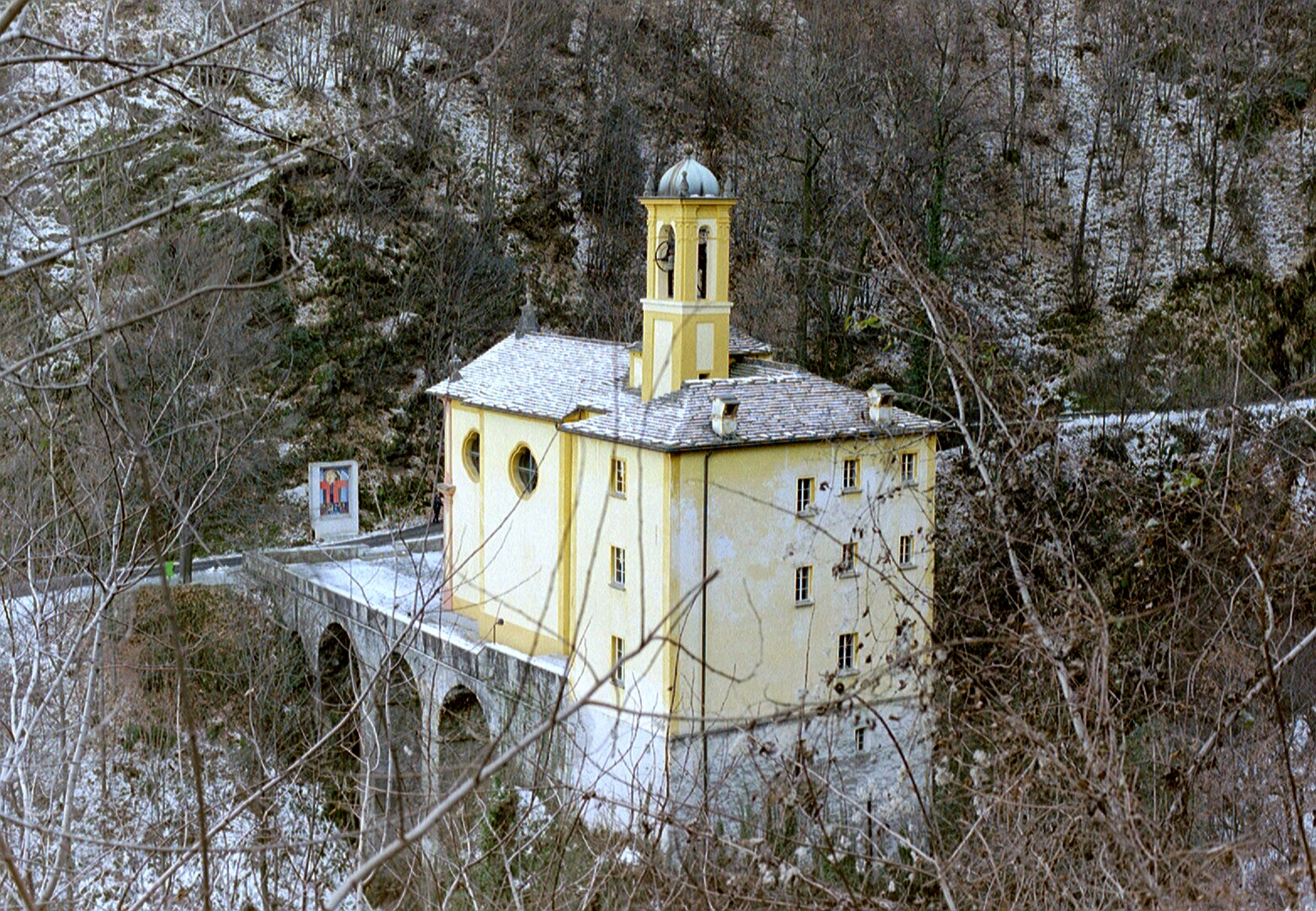
Santa Maria Addolorato auf dem Sacro Monte di Brissago

Der Sacro Monte di Brissago ist eine Wallfahrtsstätte im Kanton Tessin. Die Anlage gehört zu den sogenannten Sacri Monti („heilige Berge“) und befindet sich etwa 500 m südwestlich des Ortszentrums am Strässchen von Incella nach Porta im nach ihm benannten Valle del Sacro Monte.

## Geschichte
Der Sacro Monte wurde nach dem Vorbild des Sacro Monte di Varese und überwiegend mit Mitteln von Antonio Francesco Branca (1714–1778) errichtet, der als Kaufmann in St. Petersburg und Livorno zu Vermögen gekommen war und daher „Moskowiter“ genannt wurde.

## Anlage

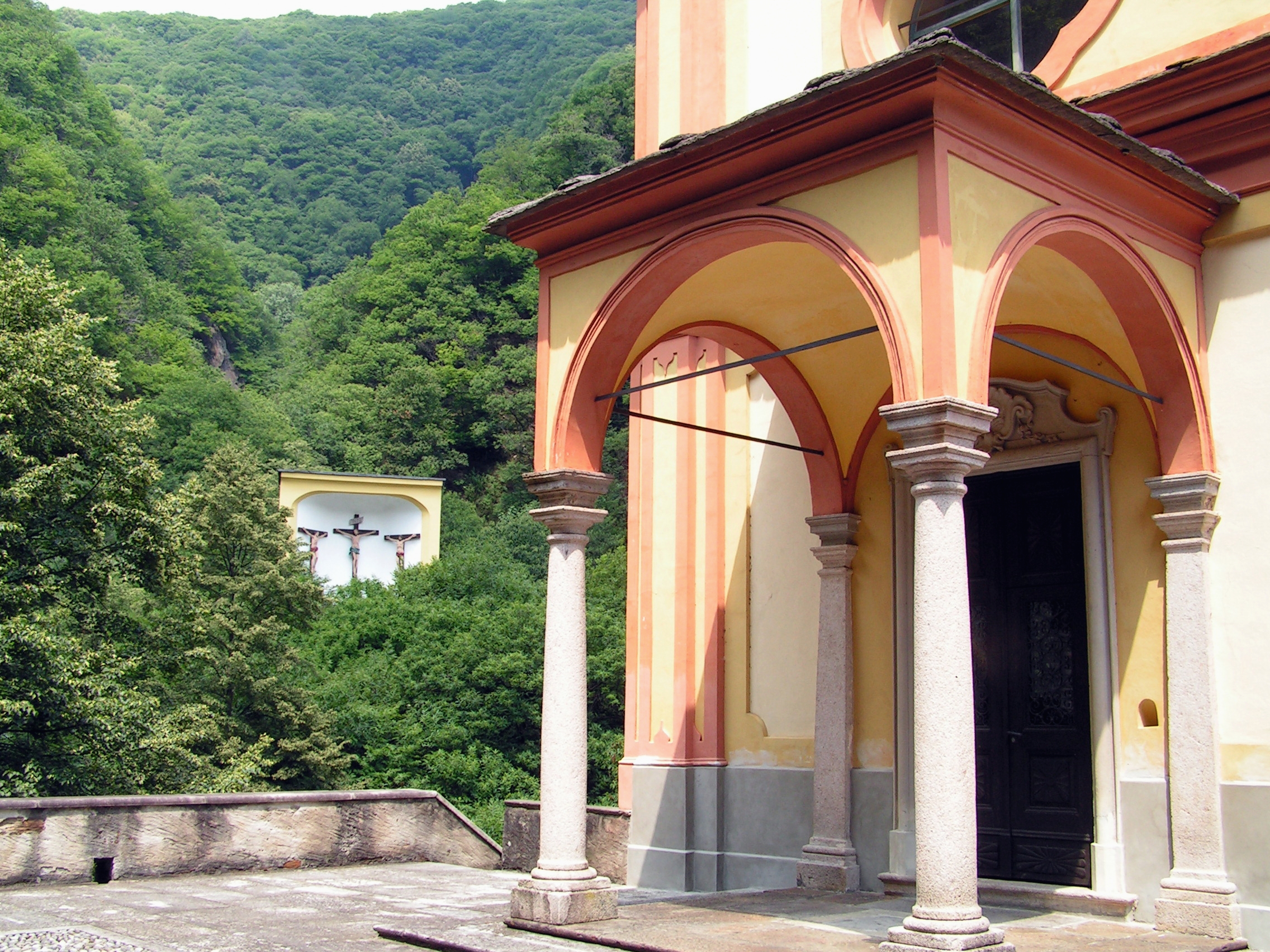
Portal zur Kirche, im Hintergrund die Kreuzigungsgruppe der Kalvarienkapelle

Hauptbau der Anlage ist die Kapelle Santa Maria Addolorata, die 1767 unter Einbeziehung einer älteren Kapelle aus dem Jahr 1709, die ihrerseits eine frühere  Kapelle von Girolamo Tirinanzi ersetzte, auf einem Geländevorsprung errichtet wurde. Santa Maria Addolorata ist ein Zentralbau des Spätbarocks mit einem Tonnengewölbe, fast kreisförmigen Vierpassfenstern und ionischen Pilastern, einem quadratischen Chor und einer achteckigen Tambourkuppel, einer Vorhalle im toskanischen Stil und in der südöstlichen Ecke des Chors einem Türmchen mit einer geschweiften Haube. Der Hochaltar besteht aus polychromem Marmor aus der Zeit um 1773. Hinter ihm befindet sich in einer verglasten Nische eine Mater Dolorosa. Die Kirche ist mit Fresken der hll. Petrus und Paulus von Giuseppe Antonio Felice Orelli (1706–1776) ausgeschmückt. An den Wänden finden sich vier grosse Fresken, die die Stigmatisation des hl. Franziskus, die Vision des hl. Antonius von Padua, die Gottesmutter mit ihren Eltern und die hl. Rosa von Lima zeigen.

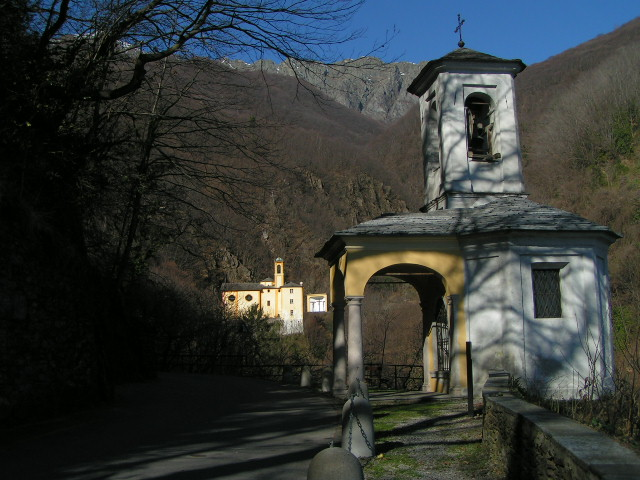
Im Vordergrund die Geisselkapelle, im Hintergrund Kirche und die Kalvarienkapelle

Die Rokokostuckaturen stammen von Visetti aus Valsolda. Es schliesst sich ein dreigeschossiges Pfründnergebäude an. In der offenen Kalvarienkapelle aus dem Jahr 1767 befindet sich eine Kreuzigungsgruppe von Domenico Gelosa, hinter der sich früher ein Fresko Jerusalems befand.
Den Aufstieg zum Sacro Monte bildet ein Kreuzweg, der an der Via Gerusalemme am östlichen Ortsrand von Brissago beginnt. Die Kapellen der Kreuzwegstationen sind mit Fresken von Fra Roberto aus dem Jahr 2000 ausgemalt, früher waren es Fresken Giovanni Antonio Felice Orellis. Teil der Anlage ist die achteckige Kapelle dei Giudei („Kapelle der Juden“) mit Vorhalle und einem kleinen Turm. In der Kapelle befindet sich eine Geisselsäule aus Terracotta aus der Zeit um 1774. 1975 bis 2000 wurde der Kreuzweg unter Leitung des Architekten Luigi Snozzi restauriert.